# 须毛海菊蛤
，是莺蛤目海菊蛤科海菊蛤属的一种。主要分布于中国大陆、台湾，常栖息在潮间带至潮下带水深20米，以右壳附着在岩石或珊瑚礁上。